# Pseudogaltonia
Pseudogaltonia (Kuntze) Engl. – rodzaj roślin z rodziny szparagowatych. Obejmuje dwa gatunki występujące w Południowej Afryce, Botswanie i Namibii.

## Morfologia i biologia
PokrójDuże, wieloletnie rośliny zielne.
PędPodziemna, duża cebula z chrząstkowatą i włóknistą okrywą.
LiścieSzerokolancetowate, płaskie, długie, zaostrzone, nagie.
KwiatyZebrane w luźne, stożkowate grono, zwisłe. Podsadki równowąskie, stopniowo zaostrzone. Podkwiatki obecne. Listki okwiatu białe z zielonkawymi lub szarawymi, podłużnymi paskami, zrośnięte na ⅔ długości (ok. 3 cm) w rurkę, u nasady nieco zgrubiałe. Nitki pręcików wyrastające ponad okwiat, płaskie, osadzone u gardzieli rurki okwiatu. Szyjka słupka nitkowata i długa.
OwoceKwadratowe, ucięte i głęboko trójklapowane torebki, zawierające spłaszczone, dyskowate nasiona.
GenetykaLiczba chromosomów 2n = 18.
Cechy fitochemiczneRośliny z gatunku P. clavata są silnie toksyczne dla owiec.

## Systematyka
Pozycja systematycznaRodzaj z plemienia Ornithogaleae, podrodziny Scilloideae z rodziny szparagowatych Asparagaceae. Stanowi klad siostrzany dla rodzaju Dipcadi. W niektórych ujęciach włączany do rodzaju śniedek (Ornithogalum L.).
Wykaz gatunków
- Pseudogaltonia clavata (Baker ex Mast.) E.Phillips
- Pseudogaltonia liliiflora J.C.Manning & Goldblatt